# Telecomunicações de Minas Gerais
Telecomunicações de Minas Gerais S/A (TELEMIG) foi a empresa operadora de telefonia do sistema Telebras no estado de Minas Gerais antes do processo de privatização em julho de 1998.

## História
A TELEMIG foi fundada em 1953 com o nome de Companhia Telefônica de Minas Gerais (CTMG), sendo uma subsidiária da Companhia Telefônica Brasileira (CTB) até o ano de 1972, quando teve o controle acionário transferido para a Telebras, mudando de nome.
Existiram outras empresas menores do sistema Telebras em Minas Gerais e que posteriormente foram incorporadas pela TELEMIG: CTGV - Companhia Telefônica de Governador Valadares (incorporada em 1987) e TELECALDAS - Telefônica de Poços de Caldas (incorporada em 1983).
No começo da década de 1990 iniciou as operações de telefonia celular no estado de Minas Gerais com a tecnologia AMPS, através de uma subsidiária, a Telemig Celular. Na época da privatização da empresa, em 1998, a Telemig Celular foi desmembrada e leiloada à parte. A Telemig e sua rede de telefonia fixa foi adquirida pelo consórcio Telemar, liderado pelo grupo Andrade Gutierrez. A Telemig Celular foi comprada por um consórcio liderado pelo Banco Opportunity.
A Telemar manteve as marcas e identidades visuais das empresas compradas até 2001, quando as empresas adquiridas em 1998 foram absorvidas. Já a Telemig Celular foi vendida em 2007 para a operadora Vivo, e foi totalmente absorvida em abril de 2008, tendo a marca Telemig Celular desaparecido até 2010.